# Goran Marić
Pour les articles homonymes, voir Marić.
Goran Marić (en cyrillique : Горан Марић) est un joueur serbe de volley-ball né le 2 novembre 1981 à Novi Sad. Il mesure 2,04 m et joue attaquant. Actuel international serbe, il a également porté les maillots des sélections de la République fédérale de Yougoslavie et de Serbie-et-Monténégro, au gré des changements politiques.

## Clubs
| Club               | De        | À         |
| ------------------ | --------- | --------- |
| Vojvodina Novi Sad | 1999-2000 | 2003-2004 |
| Dorica Ancône      | 2004-2005 | 2004-2005 |
| Volley Arezzo      | 2005-2006 | 2005-2006 |
| Volley Corigliano  | 2006-2007 | 2007-2008 |
| Blu Volley Vérone  | 2008-2009 | 2008-2009 |
| Volley Forlì       | 2009-2010 | 2009-2010 |
| UV San Giustino    | 2010-2011 | 2010-2011 |
| NMV Castellana     | 2011-2012 | 2011-2012 |
| UV San Giustino    | 2012-2013 | 2012-2013 |
| Paris Volley       | 2013-2014 | ...       |

## Palmarès
- Championnat d'Europe (1)
  - Vainqueur : 2001
- Championnat de la République fédérale de Yougoslavie puis championnat de Serbie-et-Monténégro (2)
  - Vainqueur : 2000, 2004
- Coupe de la République fédérale de Yougoslavie puis coupe de Serbie-et-Monténégro (2)
  - Vainqueur : 2003, 2004